# Exyston clavatus
Exyston clavatus är en stekelart som först beskrevs av Cresson 1864.  Exyston clavatus ingår i släktet Exyston och familjen brokparasitsteklar. Inga underarter finns listade i Catalogue of Life.